# Gynoxys
 Gynoxys   Cass., 1827 è un genere di piante angiosperme dicotiledoni della famiglia delle Asteraceae (sottofamiglia Asteroideae).

## Etimologia
Il nome scientifico del genere è stato definito dal botanico Alexandre Henri Gabriel de Cassini (1781-1832) nella pubblicazione " Dictionnaire des Sciences Naturelles, dans lequel on traite méthodiquement des différens êtres de la nature, considérés soit en eux-mêmes, d'aprés l'état actuel de nos connoissances, soit relativement à l'utilité quén peuvent retirer la médecine, l'agriculture, le commerce et les arts. Strasbourg. Edition 2" ( Dict. Sci. Nat., ed. 2. [F. Cuvier] 48: 455 ) del 1827.

## Descrizione

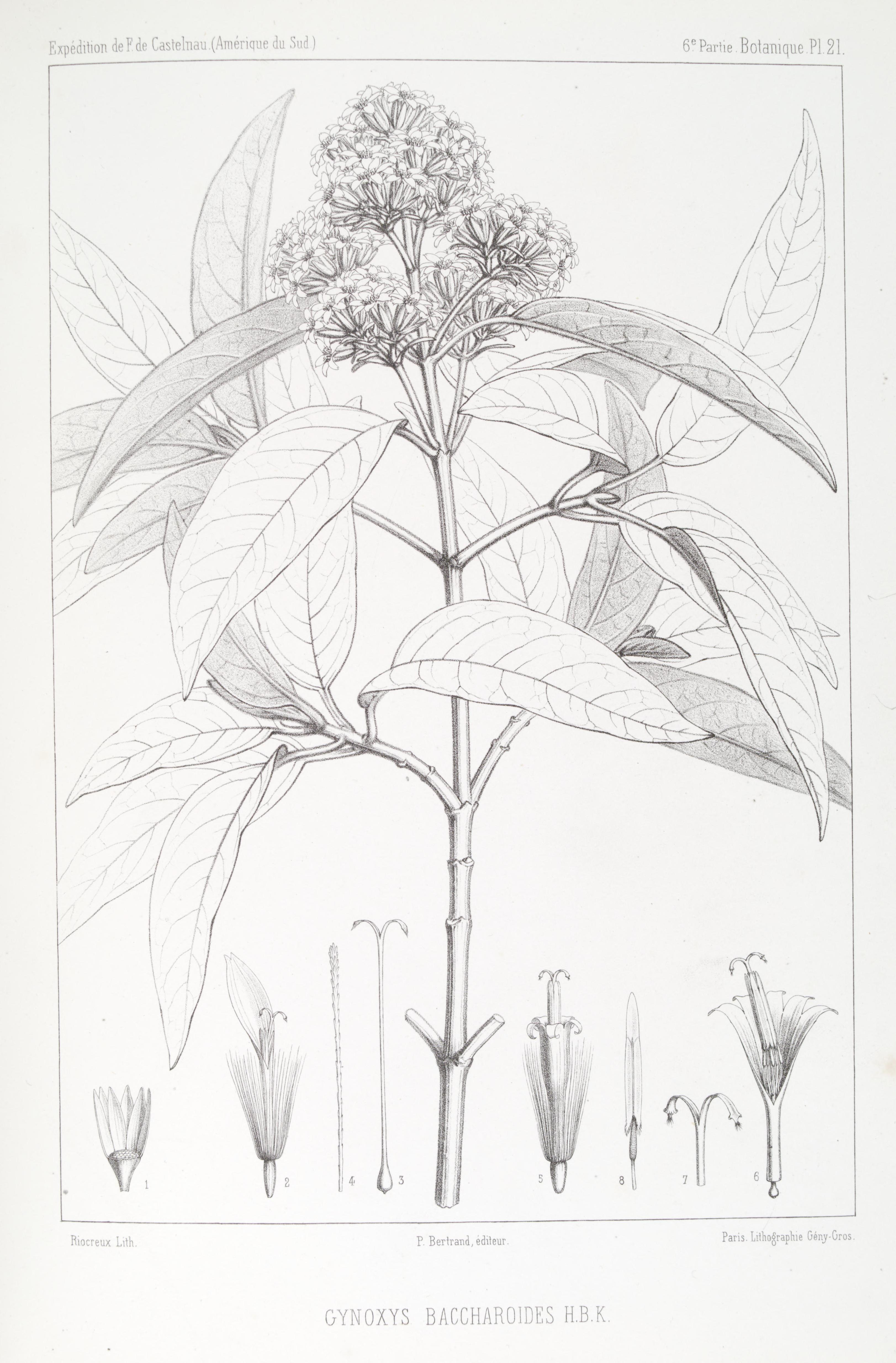
Il portamento
Gynoxys baccharoides

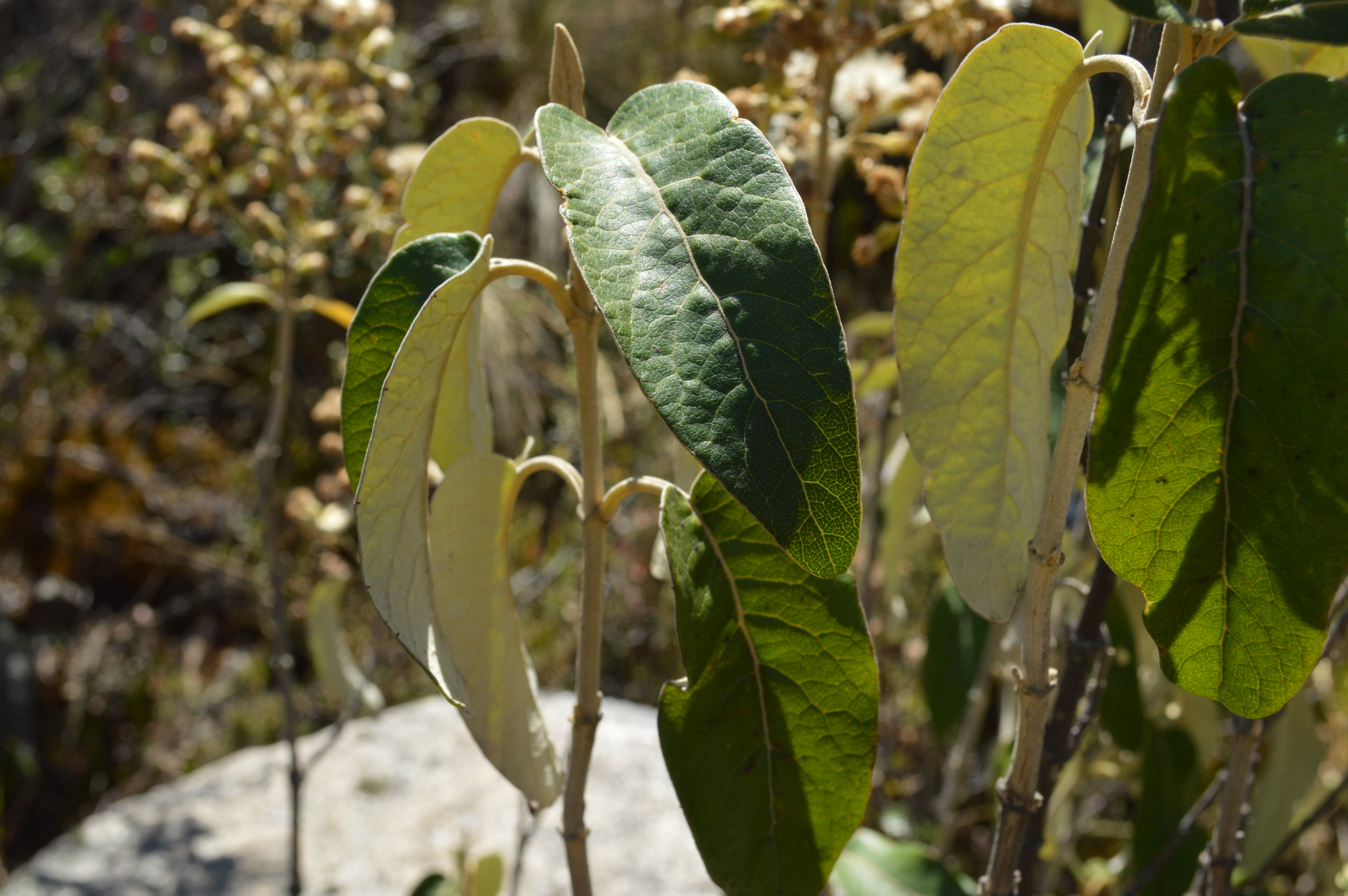
Le foglie
Gynoxys caracensis

Habitus. Le specie di questo genere hanno un habitus di tipo arbustivo o arboreo. Le superfici delle piante possono essere sia glabre che pubescenti per peli semplici.
Radici. Le radici sono secondarie da rizoma (i rizomi possono essere striscianti) oppure sono tuberose (pelose, carnose o fibrose).
Fusto. La parte aerea in genere è eretta, semplice o ramosa.
Foglie. Le foglie sono cauline disposte in modo opposto. Sono picciolate o sessili (quelle superiori). La forma della lamina è intera con varie forme (da ellittico-oblunga a ovata o obovata). I margini sono interi o dentato-seghettati. La consistenza della foglia è coriacea. La superficie è glabra di sopra, tomentosa di sotto; in alcune specie le venature sono palmate, in altre pennate.
Infiorescenza. Le sinflorescenze sono composte da diversi capolini raccolti in formazioni corimbose-panicolate. Le infiorescenze vere e proprie sono formate da un capolino terminale peduncolato di tipo radiato, disciforme o discoide. Alla base dell'involucro (la struttura principale del capolino) può essere presente (ma non sempre) un calice formato da alcune brattee fogliacee. I capolini sono formati da un involucro, con forme da cilindriche a campanulate, composto da diverse brattee, al cui interno un ricettacolo fa da base ai fiori di due tipi: quelli esterni del raggio e quelli più interni del disco. Le brattee sono disposte in modo embricato di solito su una sola serie e possono essere connate alla base; sono inoltre coriacee. Il ricettacolo, a volte alveolato, è nudo (senza pagliette a protezione della base dei fiori); la forma è piana.
Fiori.  I fiori sono tetra-ciclici (formati cioè da 4 verticilli: calice – corolla – androceo – gineceo) e pentameri (calice e corolla formati da 5 elementi). Sono inoltre ermafroditi, più precisamente i fiori del raggio (quelli ligulati e zigomorfi) sono femminili; mentre quelli del disco centrale (tubulosi e actinomorfi) sono bisessuali o a volte funzionalmente maschili.
- Formula fiorale:

*/x K {\displaystyle \infty }, [C (5), A (5)], G 2 (infero), achenio
- Calice: i sepali del calice sono ridotti ad una coroncina di squame.
- Corolla: nella parte inferiore i petali della corolla sono saldati insieme e formano un tubo. In particolare le corolle dei fiori del disco centrale (tubulosi) terminano con delle fauci dilatate a raggiera con cinque brevi lobi più o meno patenti. Nella corolla dei fiori periferici (ligulati) il tubo si trasforma in un prolungamento da ligulato a filiforme, terminante più o meno con tre dentelli. Il colore delle corolle è giallo.
- Androceo: gli stami sono 5 con dei filamenti liberi. La parte basale del collare dei filamenti può essere dilatata. Le antere invece sono saldate fra di loro e formano un manicotto che circonda lo stilo. Le antere sono senza coda (leggermente appendicolate alla base). La struttura delle antere è di tipo tetrasporangiato, raramente sono bisporangiate. Il tessuto endoteciale è radiale o polarizzato. Il polline è tricolporato (tipo "helianthoid").[11]
- Gineceo: lo stilo è biforcato con due stigmi nella parte apicale. La forma degli stigmi è breve e pubescente. Le superfici stigmatiche sono confluenti.  L'ovario è infero uniloculare formato da 2 carpelli.

Frutti. I frutti sono degli acheni con pappo. La forma degli acheni è ellittico-oblunga; la superficie è percorsa da 5 - 10 coste longitudinali e può essere glabra o pubescente. Non sempre il carpoforo è distinguibile. Il pappo è formato da numerose setole snelle, bianche o fulve.

## Biologia
Impollinazione: l'impollinazione avviene tramite insetti (impollinazione entomogama tramite farfalle diurne e notturne).

Riproduzione: la fecondazione avviene fondamentalmente tramite l'impollinazione dei fiori (vedi sopra).

Dispersione: i semi (gli acheni) cadendo a terra sono successivamente dispersi soprattutto da insetti tipo formiche (disseminazione mirmecoria). In questo tipo di piante avviene anche un altro tipo di dispersione: zoocoria. Infatti gli uncini delle brattee dell'involucro (se presenti) si agganciano ai peli degli animali di passaggio disperdendo così anche su lunghe distanze i semi della pianta. Inoltre per merito del pappo il vento può trasportare i semi anche a distanza di alcuni chilometri (disseminazione anemocora).

## Distribuzione e habitat
Le specie di questo genere sono distribuite in zone andine della Bolivia, Colombia, Ecuador, Perù e Venezuela.

## Tassonomia
La famiglia di appartenenza di questa voce (Asteraceae o Compositae, nomen conservandum) probabilmente originaria del Sud America, è la più numerosa del mondo vegetale, comprende oltre 23.000 specie distribuite su 1.535 generi, oppure 22.750 specie e 1.530 generi secondo altre fonti (una delle checklist più aggiornata elenca fino a 1.679 generi). La famiglia attualmente (2021) è divisa in 16 sottofamiglie; la sottofamiglia Asteroideae è una di queste e rappresenta l'evoluzione più recente di tutta la famiglia.

### Filogenesi
Il genere di questa voce appartiene alla sottotribù Tussilagininae della tribù Senecioneae (una delle 21 tribù della sottofamiglia Asteroideae). La sottotribù descritta in tempi moderni da Bremer (1994), dopo le analisi di tipo filogenetico sul DNA del plastidio (Pelser et al., 2007) è risultata parafiletica con le sottotribù Othonninae e Brachyglottidinae annidiate al suo interno. Attualmente con questa nuova circoscrizione la sottotribù Tussilagininae s.s. risulta suddivisa in quattro subcladi.
Il genere di questa voce appartiene al subclade chiamato "Gynoxoid Group" formato dalle specie Aequatorium, Gynoxys, Nordenstamia, Paracalia  e Paragynoxys. Questo gruppo è caratterizzato da specie originarie del Sud America (andina) il cui "habitus" è composto da portamenti eretti tipo arboreo o arbustivo (occasionalmente scandenti). All'interno del gruppo il genere Gynoxys così come è circoscritto attualmente è polifiletico.
l cladogramma seguente, tratto dallo studio citato e semplificato, mostra una possibile configurazione filogenetica del gruppo (alcuni generi sono polifiletici).
|  | Gynoxys-1, Nordenstamia-1                               |
|  |                                                         |
|  | \| \| Gynoxys-2 \| \| \| \| \| \| Paracalia \| \| \| \| |
|  |                                                         |
|  | Gynoxys-2                                               |
|  |                                                         |
|  | Paracalia                                               |
|  |                                                         |

|  | Gynoxys-2 |
|  |           |
|  | Paracalia |
|  |           |

|  | Gynoxys-1, Nordenstamia-1                               |
|  |                                                         |
|  | \| \| Gynoxys-2 \| \| \| \| \| \| Paracalia \| \| \| \| |
|  |                                                         |
|  | Gynoxys-2                                               |
|  |                                                         |
|  | Paracalia                                               |
|  |                                                         |

|  | Gynoxys-2 |
|  |           |
|  | Paracalia |
|  |           |

|  | Paragynoxys |
|  |             |
|  | Aequatorium |
|  |             |

|  | Gynoxys-1, Nordenstamia-1                               |
|  |                                                         |
|  | \| \| Gynoxys-2 \| \| \| \| \| \| Paracalia \| \| \| \| |
|  |                                                         |
|  | Gynoxys-2                                               |
|  |                                                         |
|  | Paracalia                                               |
|  |                                                         |

|  | Gynoxys-2 |
|  |           |
|  | Paracalia |
|  |           |

|  | Gynoxys-1, Nordenstamia-1                               |
|  |                                                         |
|  | \| \| Gynoxys-2 \| \| \| \| \| \| Paracalia \| \| \| \| |
|  |                                                         |
|  | Gynoxys-2                                               |
|  |                                                         |
|  | Paracalia                                               |
|  |                                                         |

|  | Gynoxys-2 |
|  |           |
|  | Paracalia |
|  |           |

|  | Paragynoxys |
|  |             |
|  | Aequatorium |
|  |             |

I caratteri distintivi del genere  Gynoxys  sono:
- il portamento è eretto arbustivo o arboreo;
- le foglie sono disposte in modo opposto e sono tomentose di sotto;
- i capolini hanno delle forme campanulate o a cupola;
- i fiori sono numerosi;
- si tratta di un endemismo del Sud America.

Il numero cromosomico delle specie di questo genere è più o meno: 2n = 12, 36 e 40.

### Elenco delle specie
Questo genere ha 116 specie:
A
- Gynoxys acostae Cuatrec.
- Gynoxys albifluminis Cuatrec.
- Gynoxys albivestita Cuatrec.
- Gynoxys alternifolia  Sch.Bip. ex Rusby
- Gynoxys apollinaris Cuatrec.
- Gynoxys arnicae Cuatrec.
- Gynoxys asterotricha  Sch.Bip.
- Gynoxys azuayensis Cuatrec.

B
- Gynoxys baccharoides  Cass.
- Gynoxys boliviana  S.F.Blake
- Gynoxys bracteolata Cuatrec.
- Gynoxys buxifolia  Cass.

C
- Gynoxys callacallana Cuatrec.
- Gynoxys calyculisolvens  Hieron.
- Gynoxys campii Cuatrec.
- Gynoxys capituliparva Cuatrec.
- Gynoxys caracensis  Muschl.
- Gynoxys cerrateana  B.Herrera
- Gynoxys chagalensis  Hieron.
- Gynoxys chimborazensis  Hieron.
- Gynoxys chingualensis  H.Rob. & Cuatrec.
- Gynoxys cochabambensis  Cabrera
- Gynoxys colanensis  M.O.Dillon & Sagást.
- Gynoxys columbiana  (Klatt) Hieron.
- Gynoxys compressissima Cuatrec.
- Gynoxys congestiflora  Sagást. & M.O.Dillon
- Gynoxys corazonensis  Hieron.
- Gynoxys costihirsuta Cuatrec.
- Gynoxys cruzensis Cuatrec.
- Gynoxys cuatrecasasii  B.Herrera
- Gynoxys cuicochensis Cuatrec.
- Gynoxys cusilluyocana Cuatrec.
- Gynoxys cutervensis  Hieron.
- Gynoxys cuzcoensis Cuatrec.
- Gynoxys cygnata  S.Díaz & A.Correa

D
- Gynoxys dielsiana  Domke
- Gynoxys dilloniana Sagást. & C.Téllez

F
- Gynoxys fallax  Mattf.
- Gynoxys ferreyrae  B.Herrera
- Gynoxys flexopedes Cuatrec.
- Gynoxys florulenta Cuatrec.
- Gynoxys foliosa  S.F.Blake
- Gynoxys frontinoensis  S.Díaz & A.Correa
- Gynoxys fuliginosa  Cass.

H
- Gynoxys hallii  Hieron.
- Gynoxys henrici  Mattf.
- Gynoxys hirsuta  Wedd.
- Gynoxys hirsutissima Cuatrec.
- Gynoxys hoffmannii  Kuntze
- Gynoxys huasahuasis Cuatrec.
- Gynoxys hutchisonii  H.Rob. & Cuatrec.
- Gynoxys hypoleucophylla Cuatrec.
- Gynoxys hypomalaca  S.F.Blake

I
- Gynoxys ignaciana Cuatrec.
- Gynoxys induta Cuatrec.
- Gynoxys infralanata Cuatrec.

J
- Gynoxys jaramilloi  H.Rob. & Cuatrec.
- Gynoxys jelskii  Hieron.

L
- Gynoxys laurata Cuatrec.
- Gynoxys laurifolia  Cass.
- Gynoxys lehmannii  Hieron.
- Gynoxys leiotheca  S.F.Blake
- Gynoxys littlei Cuatrec.
- Gynoxys longifolia  Wedd.

M
- Gynoxys macfrancisci Cuatrec.
- Gynoxys macrophylla  Muschl.
- Gynoxys malcabalensis Cuatrec.
- Gynoxys mandonii  Sch.Bip. ex Rusby
- Gynoxys marcapatana Cuatrec.
- Gynoxys megacephala  Rusby
- Gynoxys meridana Cuatrec.
- Gynoxys metcalfii Cuatrec.
- Gynoxys miniphylla Cuatrec.
- Gynoxys monzonensis  Mattf.
- Gynoxys moritziana  Sch.Bip. ex Wedd.
- Gynoxys multibracteifera  H.Rob. & Cuatrec.
- Gynoxys myrtoides  Mattf.

N
- Gynoxys neovelutina Cuatrec.
- Gynoxys nitida  Muschl.

O
- Gynoxys oleifolia  Muschl.

P
- Gynoxys pachyphylla  Mattf.
- Gynoxys paramuna Cuatrec.
- Gynoxys parvifolia Cuatrec.
- Gynoxys pendula  Sch.Bip. ex Wedd.
- Gynoxys perbracteosa Cuatrec.
- Gynoxys pillahuatensis Cuatrec.
- Gynoxys poggeana  Mattf.
- Gynoxys psilophylla  Klatt
- Gynoxys pulchella  Cass.

R
- Gynoxys reinaldi Cuatrec.
- Gynoxys rimbachii Cuatrec.
- Gynoxys rugulosa  Muschl.
- Gynoxys rusbyi Cuatrec.

S
- Gynoxys sancti-antonii Cuatrec.
- Gynoxys seleriana  Muschl.
- Gynoxys sodiroi  Hieron.
- Gynoxys sorataensis Cuatrec.
- Gynoxys soukupii Cuatrec.
- Gynoxys stuebelii  Hieron.
- Gynoxys subamplectens Cuatrec.
- Gynoxys subcinerea Cuatrec.
- Gynoxys subhirsuta Cuatrec.
- Gynoxys szyszylowiczii  Hieron.

T
- Gynoxys tabaconasensis  H.Beltrán & Baldeón
- Gynoxys tablaensis  Cabrera
- Gynoxys tetroici  V.A.Funk & H.Rob.
- Gynoxys tolimensis Cuatrec.
- Gynoxys tomentosissima Cuatrec.
- Gynoxys trianae  Hieron.

V
- Gynoxys vacana Cuatrec.
- Gynoxys validifolia Cuatrec.
- Gynoxys venulosa Cuatrec.
- Gynoxys violacea  Sch.Bip. ex Wedd.
- Gynoxys visoensis Cuatrec.

W'
- Gynoxys weberbaueri  Mattf.

Y
- Gynoxys yananoensis Cuatrec.

### Sinonimi
Sono elencati alcuni sinonimi per questa entità:
- Gynoxis Rchb. 1828